# Stereodon haldanianus
Stereodon haldanianus là một loài Rêu trong họ Hypnaceae. Loài này được (Grev.) Lindb. ex Broth. mô tả khoa học đầu tiên năm 1892.